# Хуан Франсіско де Моліна
Хуан Франсіско де Моліна (ісп. Juan Francisco de Molina) — президент Гондурасу з 11 січня до 13 квітня 1839 року.